# 生活水平
生活水準（英語：Standard of living）一般以人均實際收入（即調整通貨膨脹）和貧困率等標準衡量，其他標準包括健康護理品質、收入增長不均和教育水準，例如擁有某些商品的多寡（如每千人的冰箱數量），或反映健康的指標如預期壽命。生活水準是人們能生活在一個時間和地點而滿足他們的需要和想要的容易度。
生活水準異於生活品質，後者考慮到物質的生活水準和其他生活的元素，如休閒、安全、文化資源、社交活動、健康、環境品質問題等，這些判斷必須基於更複雜的評估方法，而判斷往往牽涉到政治，從而引起爭議。即使在兩個國家或社會有類似的物質生活水準，兩者也可能因生活品質的因素而有不同的吸引力。

## 外部連結
- Industrial Revolution and the Standard of Living（页面存档备份，存于） by Freddy Madero